# چکچک پشت‌سفید
چکچک پشت‌سفید (نام علمی: Oenanthe finschii) نام یک گونه از سرده چکچک‌ها است.